# Oveja chamarita
La chamarita es una raza ovina española, originaria de La Rioja, que recibe su nombre de término del dialecto riojano "chamarito", que es sinónimo de bonito y de reducido tamaño.

## Origen
Es natural de la sierra de la Rioja Baja, que suele caracterizarse por los pastos de mediana calidad y clima de montaña ibérica mediterránea de escasa pluviosidad, aunque se encuentra por toda provincia. El Catálogo Oficial de Razas de Ganado de España la incluye en el grupo de razas autóctonas en peligro de extinción. La Asociación Riojana de Ganado Ovino Selecto de Raza Chamarita (Arocha) es la encargada de la promoción de la raza.:)

## Morfología
La chamarita tiene perfil recto o subconvexo, tamaño  medio-pequeño y proporciones alargadas. Son animales de pequeño porte, rondando su peso los 65 kg en los machos y los 40 kg en las hembras. De capa blanca, negra y berrenda (salvo los machos). Tienen lana entrefina pero suelen utilizarse para la producción de carne. Los machos suelen tener una cornamenta en espiral incluso puede darse en las hembras aunque se tiende a suprimir.